# Bugel (Bagelen)
Bugel is een bestuurslaag in het regentschap Purworejo van de provincie Midden-Java, Indonesië. Bugel telt 973 inwoners (volkstelling 2010).